# Q Soul Bossa Nostra
Q: Soul Bossa Nostra este un album de studio lansat de Quincy Jones în 2010.

## Lista pieselor
| #  | Titlu                         | Invitați                                                             | Durată |
| -- | ----------------------------- | -------------------------------------------------------------------- | ------ |
| 01 | „Ironside”                    | Talib Kweli                                                          | 3:54   |
| 02 | „Strawberry Letter 23”        | Akon                                                                 | 3:53   |
| 03 | „Soul Bossa Nostra”           | Ludacris, Naturally 7 și Rudy Currence                               | 4:08   |
| 04 | „Give Me the Night”           | David Banner și Jamie Foxx                                           | 3:44   |
| 05 | „Tomorrow”                    | John Legend                                                          | 4:32   |
| 06 | „You Put a Move on My Heart”  | Jennifer Hudson                                                      | 4:59   |
| 07 | „Get The Funk Out Of My Face” | Snoop Dogg                                                           | 3:11   |
| 08 | „The Secret Garden”           | Usher, Robin Thicke, LL Cool J, Barry White, Tyrese & Tevin Campbell | 5:53   |
| 09 | „Betcha Wouldn't Hurt Me”     | Mary J. Blige, Q-Tip și Alfredo Rodriguez                            | 7:05   |
| 10 | „Everything Must Change”      | BeBe Winans                                                          | 5:24   |
| 11 | „Many Rains Ago (Oluwa)”      | Wyclef Jean                                                          | 4:57   |
| 12 | „P.Y.T. (Pretty Young Thing)” | T-Pain și Robin Thicke                                               | 4:06   |
| 13 | „It's My Party”               | Amy Winehouse                                                        | 2:36   |
| 14 | „Hikky-Burr”                  | Three 6 Mafia și David Banner                                        | 2:55   |
| 15 | „Sanford and Son Theme”       | T.I., B.o.B, Prince Charlez și Mohombi                               | 4:08   |